# Friedrich Kayssler
Friedrich Martin Adalbert Kayssler (także: Kayßler) – (ur. 7 kwietnia 1874 w Nowej Rudzie, zm. 24 kwietnia 1945 w Kleinmachnow) – niemiecki aktor, pisarz i kompozytor.

## Życiorys
Friedrich Kayssler uczęszczał do Gimnazjum Marii Magdaleny we Wrocławiu, studiował filozofię we Wrocławiu i Monachium, a karierę sceniczną rozpoczął w Berlinie u Otto Brahma. Stamtąd udał się do Zgorzelca, gdzie poznał swoją pierwszą żonę Louise, członkinię teatru. Potem mieszkał krótko w Halle, skąd powrócił na stałe do Berlina.
Friedrich Kayssler tworzył także jako pisarz. Pisał głównie impresjonistyczne dramaty, komedie, a także wiersze, eseje i aforyzmy. Jego nazwisko figurowało na Gottbegnadeten-Liste (Lista obdarzonych łaską Bożą w III Rzeszy) wśród Niezastąpionych. Friedrich Kayssler został zabity przez sowieckich żołnierzy przed swoim domem w Kleinmachnow, broniąc swojej żony.